# Đảo Johnston

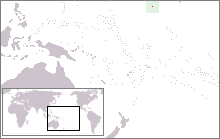

Bản đồ Đảo Johnston có vòng đai đá san hô

Johnston là một rạn san hô vòng rộng 130 km² trong Bắc Thái Bình Dương ở 16°45′B 169°31′T / 16,75°B 169,517°T, khoảng 1400 km (750 hải lý) phía tây Hawaii. Có bốn đảo nằm trong nền đá san hô là Johnston, Sand (Cát), Bắc Đảo (Akau) và Tây Đảo (Hikina).
Bốn đảo kết hợp có tổng diện tích là 2,67 km². Do độ nghiêng của đảo, phần nhiều dãy đá bên phía đông đã sụp xuống mặt nước. Mặc dù đảo không có một dãy đá bao quanh hình lưỡi liềm nhưng có một dãy đá hình lưỡi liềm bên mạng tây bắc của đảo tạo nên một vùng nước nông gọi là phá (lagoon) có độ sâu 3-10 mét.
Đảo Johnston là một lãnh thổ chưa sáp nhập của Hoa Kỳ, điều hành bởi Cục Bảo vệ Cá và Hoang dã thuộc Bộ Nội vụ Hoa Kỳ. Vì mục đích thống kê, Đảo Johnston được xếp vào nhóm các đảo nhỏ bên ngoài của Hoa Kỳ.
Khí hậu nhiệt đới, khô và có gió mậu dịch đông bắc đều đều. Nhiệt độ thay đổi ít giữa các mùa. Độ cao thay đổi từ mặt nước biển lên đến 5 m ở Summit Peak. Quần đảo có vài loại thảo mộc thấp trên vùng đất phần nhiều là bằng phẳng và không có nguồn nước ngọt tự nhiên.
| Đảo              | Diện tích đầu 1942 (ha) | Diện tích cuối 1964 (ha) |
| ---------------- | ----------------------- | ------------------------ |
| Đảo Johnston     | 19                      | 241                      |
| Đảo Sand (Cát)   | 4                       | 9                        |
| Bắc (Akau) Đảo   | -                       | 10                       |
| Tây (Hikina) Đảo | -                       | 7                        |
| Tổng cộng        | 23                      | 267                      |

## Lịch sử

Sự phát triển của Đảo Johnson bởi lớp nền san hô

Đảo được đặt tên theo thuyền trưởng James Johnston người chính thức tìm ra đảo ngày 10 tháng 12 năm 1807. Cả Hoa Kỳ và Vương quốc Hawaii tuyên bố chủ quyền trên đảo vào năm 1858. Phân chim được Hoa Kỳ khai thác theo Đạo luật Đảo Phân chim cho đến khi kết thúc vào năm 1890.
Ngày 29 tháng 7 năm 1926, Tổng thống Calvin Coolidge thành lập Đảo San hô Johnston thành khu bảo tồn chim liên bang và đặt nó dưới quyền quản lý của Bộ Nông nghiệp Hoa Kỳ. Ngày 29 tháng 12 năm 1934 Tổng thống Franklin D. Roosevelt chuyển quyền quản trị đảo cho Hải quân Hoa Kỳ để thiết lập căn cứ không quân và Bộ Nội vụ Hoa Kỳ quản lý việc bảo vệ chim. Năm 1936, Hải quân Hoa Kỳ bắt đầu phát triển một căn cứ hải phi cơ, một phi đạo và các cơ sở tiếp nhiên liệu trên đảo. Đảo được chỉ định thành khu phòng vệ biển thuộc hải quân và khu dự phòng cho không quân vào ngày 14 tháng 2 năm 1941.
Đảo Johnston bị quân đội Nhật Bản pháo kích trong Thế chiến thứ hai. Dần dần trở thành nơi thí nghiệm vũ khí nguyên tử và sau đó là nơi chứa thải tác nhân hóa học.

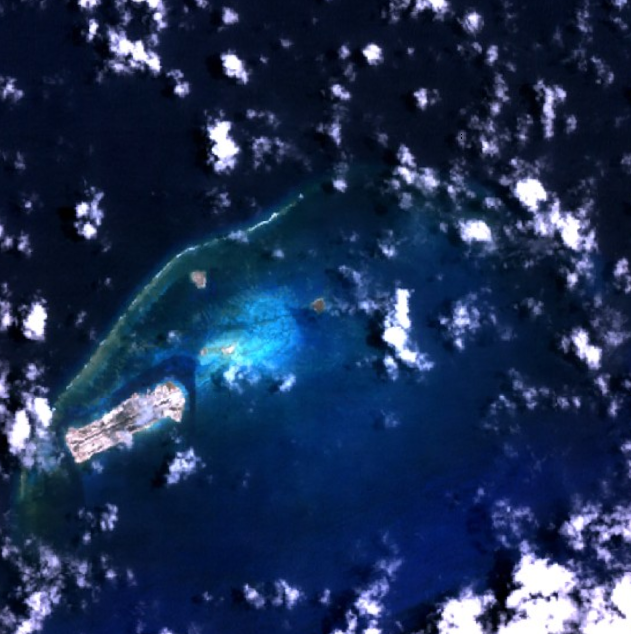
Đảo Johnston - hình từ vệ tinh NASA NLT Landsat 7

Giữa 1958 và 1975, các vụ phóng hỏa tiễn ầm ĩ xảy ra từ Đảo Johnston. Cũng có các vụ phóng thử nghiệm hỏa tiễn nguyên tử từ đảo trong năm 1962 trong chiến dịch có tên là Chiến dịch Dominic gồm một loạt thử nguyên tử từ giàn phóng ở 16°44′13″B 169°31′26″T / 16,737°B 169,524°T. Sau đó, những mảnh vụn phóng xạ và đất được chôn tại khu đất rộng 25 mẫu Anh trên đảo cùng với các thùng dư độc chất da cam đem về từ Việt Nam sau cuộc chiến.
Năm 1963, Quốc hội Hoa Kỳ thông qua Hiệp ước cấm thử nguyên tử hạn chế, bao gồm một điều khoản được biết với tên gọi "Safeguard C" (giữ an toàn C). "Safeguard C" là nền tảng để duy trì Đảo Johnston như vùng "sẵn sàng" cho các thử nghiệm nguyên tử trên mặt đất nếu như thử nghiệm nguyên tử trong khí quyển được cho là cần thiết. Năm 1993, Quốc hội không tài trợ sứ mạng "Safeguard C" ở Johnston mà chỉ định sứ mạng quân sự của đảo là nơi cất giữ và phá hủy vũ khí hóa học.
Đảo không có người bản địa sinh sống mặc dù suốt nửa cuối thế kỷ 20 luôn có trung bình khoảng 300 quân nhân và 1000 nhân sự hợp đồng tư nhân hiện diện bất cứ thời điểm nào.
Các phương tiện chính giao thông đến đảo trước kia là phi trường có phi đạo quân sự trải nhựa. Quần đảo được cài hệ thống điện thoại có 13 đường dây thương mãi gọi đi và 10 đường dây gọi đến, một đường dây cáp 60 kênh, 22 mạch liên lạc vệ tinh, một hệ thống kỹ thuật số tự động thuộc Bộ Quốc phòng Hoa Kỳ có nối điều khiển tiêu chuẩn từ xa, một hệ thống chuyển mạch điện thoại kỹ thuật số v.v....

Cờ không chính thức của Đảo Johnston

Hoạt động kinh tế chỉ hạn chế cung cấp các dịch vụ cho các quân nhân Hoa Kỳ và dân sự hợp đồng trên đảo. Tất cả lương thực và đồ dùng đều nhập vào đảo. Đảo có sáu máy phát điện công suất 2,5 MW (Mega Watt) cung cấp bởi nhà thầu Holmes và Narver. Phương tiện phi đạo cũng sẵn sàng cho các chuyến bay trong tình trạng phải đáp khẩn cấp. Vào cuối năm 2003 quyền quản trị đảo được chuyển từ quân sự sang cho Cục Bảo vệ Cá và Hoang dã Hoa Kỳ. Tất cả các phương tiện và cơ sở trên đảo bị dẹp bỏ và phi đạo được đánh dấu là đóng cửa.
Ngày 22 tháng 8 năm 2006, Johnston bị bão Ioke tàn phá. Phần đông trung tâm bão đi trực tiếp ngang qua đảo với vận tốc gió hơn 100 dặm một giờ.

## Bảng số xe
Có một số bảng số xe xem như là của Đảo Johnston được đem lên mạng để bán. Theo như những người sưu tầm bảng số xe có tiếng thì những bảng số này được làm ra như vật kỷ niệm và không phải là phát hành chính thức. Đảo Johnston chỉ có một con đường nên việc sử dụng bảng số xe chính thức không cần thiết. Các loại xe của chính phủ hoặc có bảng số của chính phủ Mỹ hoặc một số đăng ký của Bộ Quốc phòng sơn phía trước và sau xe. Xe dân sự khác thì có bảng số từ nơi cấp phát gốc (thường là Hawaii).